# Synagogue « Ezras Izrael » de Lodz (1904-1939)

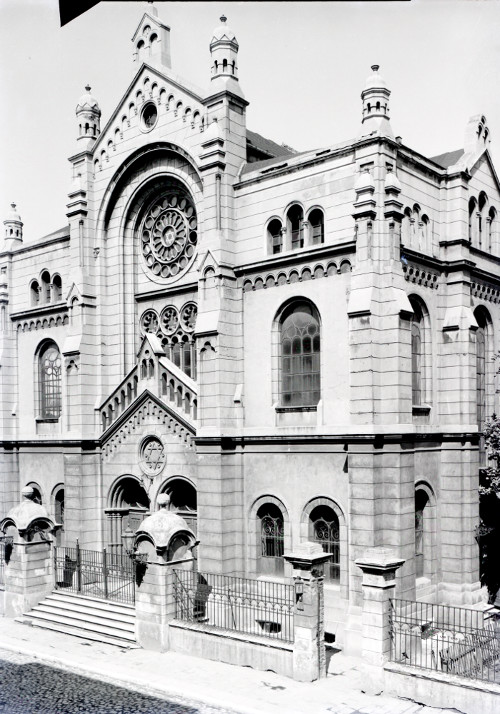
La synagogue Ezras Izrael

La synagogue Ezras Izrael, aussi connue sous le nom de Schule Wołyńska, était une synagogue de Łódź, Pologne, située 6 rue Wólczańska. Construite de 1899 à 1904 selon les plans de l'architecte Gustaw Landau-Gutenteger, financée par de riches marchands juifs originaires de Lituanie et de Biélorussie sous domination tsariste, la synagogue ne sera active qu'un peu plus de trois décennies. Elle est brûlée et rasée par les nazis le 11 novembre 1939, avant la mise en place du ghetto de Łódź. 

## Histoire de la synagogue

### Le financement et la construction de la synagogue
Au tournant des XIXe et XXe siècles, la demande pour davantage de synagogues à Łódź s'accroît à la suite de l'afflux massif de citoyens juifs de Lituanie, de Biélorussie et de Russie. Ces Juifs ont quitté leur ancienne patrie fuyant les pogroms russes, la misère et les décrets tsaristes opprimants. Bien qu'ils ne soient pas tous originaires de Lituanie, ils sont regroupés sous l'appellation de Litvaks, car ils se différencient des autres Juifs par leurs coutumes et par l'usage de la langue russe.  
En 1899, un groupe de marchands juifs Litvaks achète un terrain à Pawel Szulc pour 10 000 roubles dans le but d'y construire une synagogue adaptée à leurs besoins. Le groupe se compose de douze acheteurs: Lejzer, fils de Chaim Magazanik; Moïse, fils de Gershon Kaczanowski; David Hersz, fils d'Ilia Hirschszgal; Mordechaï Juda, fils de Szlama Lerner; Leib, fils de Moïse Padwa; Josef Leib; fils de Berk Sznejer vel Shneïson; Mordechaï, fils de Hersz Helman; Leib, fils de Tobias Gurland; Berek, fils de Jankiel Etkinds; Sacha, fils de David Raïchstein; Moïse, fils de Mordechaï Helman; et Aron Abrams, fils de Berk Magazanik. 
La superficie du terrain est de 610 m2 et occupe la partie ouest de la zone inscrite au registre foncier sous le numéro 275E2. En juin 1903, il ne reste plus que trois propriétaires du terrain, Lejzer Magazanik, Lejb Padwa et Tenszel Basz, qui ont racheté les parts des autres propriétaires. En mai 1904, la part de Lejzer Magazanik est rachetée à son tour par les deux autres propriétaires, si bien qu'en 1905, lors du début de l'activité de la synagogue, il ne reste plus que deux propriétaires. Leib Padwa et Tenszel Basz, qui seront les principaux responsables de l'organisation informelle qui contrôle la synagogue, puis plus tard de l'association Ezras Izrael. Pour des raisons fiscales, ils sont considérés comme les anciens de la synagogue du point de vue administratif et économique. Aussi pour des raisons fiscales, l'autorité de contrôle de la synagogue, déclare ce bâtiment comme une synagogue sociale.     
Un acte notarié de 1937 montre que la moitié de la propriété appartenant à L.Padwas a été transférée de façon informelle à l'association. Jusqu'en 1927, l'association Ezras Izrael n'a légalement pas la possibilité d'effectuer d'actes juridiques et donc ne peut pas être propriétaire d'un bien immobilier,  
La synagogue Ezras Izrael est construite de 1899 à 1904. L'architecte Gustaw Landau-Gutenteger (1862-1924) en réalise les plans, dont malheureusement ne restent aujourd'hui que les plans d'étage et une coupe de la charpente du toit. Après approbation des plans le 21 septembre 1899 par le gouvernement provincial de Piotrków, le bâtiment est érigé par la société de construction juive Olszer i Szczecinski avec comme directeur des travaux Dawid Lande (1868-1928). Le coût total de la construction s'élève à 70 000 roubles. Bien que le bâtiment ne soit pas totalement achevé, les premiers offices dans la synagogue ont lieu pour les fêtes de Tishri du 27 août au 20 septembre 1904.    
Plans de l'architecte Gustaw Landau-Gutenteger

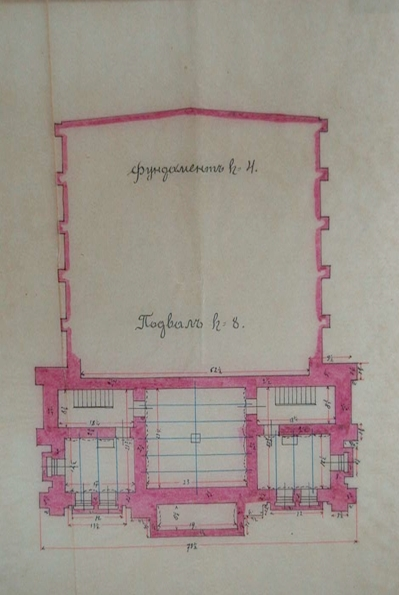
Plan du sous-sol
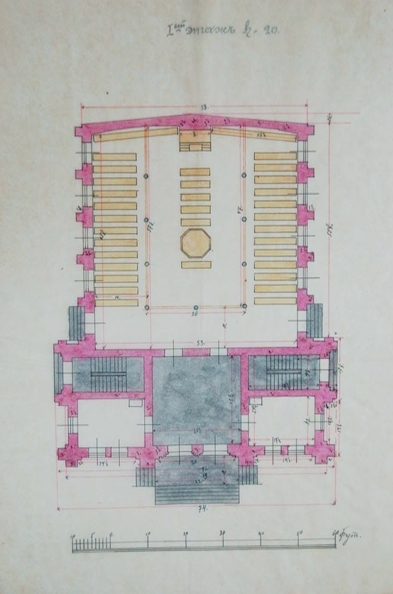
Plan du rez-de-chaussée
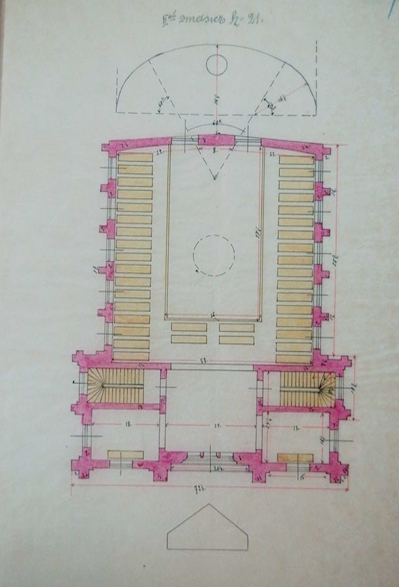
Plan du 1er étage
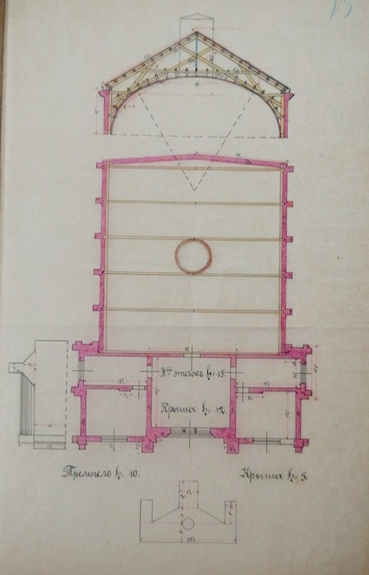
Plan des combles

Le financement de la construction a rencontré quelques difficultés. Afin de couvrir les coûts de construction, les investisseurs doivent augmenter leurs contributions par rapport à ce qui était initialement prévu. En plus, un prêt hypothécaire doit être souscrit. Pawel Ribenson soutient cette décision de la part de la société de construction par un prêt de 10 000 roubles. L'hypothèque n'ayant toujours pas été levée en 1939, pour un montant total estimé à 4 000 zlotys, cette contribution financière a pu être considérée comme un don. 
Après l'achèvement de la construction de la synagogue Ezras Izrael en 1904, les propriétaires officieux L. Padwa et T. Basz essayent d'obtenir un prêt à long terme auprès de la société de crédit de Łódź. Pour cette raison, ils demandent à Abram Majer Kaplan de demander un prêt en leur nom, pour un montant de 28 000 roubles, en affirmant que la maison de culte recevra un revenu de 7 250 roubles de loyer. Comme un lieu de culte ne peut pas générer un revenu régulier, la demande de prêt est refusée par la direction de la société de crédit en mars 1905. Une lettre envoyée à la direction tente de contester cette décision et déclare:  
« 1/- Le tiers de la population de Łódź est d'origine juive et, en même temps, il manque des lieux de culte. C'est pourquoi nous pouvons faire appel à des personnes privées, qui peuvent apporter une garantie beaucoup plus élevée pour une telle maison que pour un simple logement.
2/- Étant donné que le bien immobilier est une propriété privée et non une propriété communautaire, le revenu est plus élevé et constant, ce qui peut être prouvé par le contrat à long terme ci-joint avec le locataire Izaak Bornstein (propriétaire de la propriété à Łódź) pour 7 200 roubles par an.
3/- que la synagogue est assurée pour 40 000 roubles et que l'assurance couvre deux fois la valeur du prêt demandé. »
En plus de ces arguments, les demandeurs s'engagent à ce que les biens ne soient pas transférés à la communauté et restent entre des mains privées jusqu'à ce que la société de crédit soit remboursée.
À la suite de ce recours, la direction de la société de crédit débloque un prêt de 12 000 roubles, à rembourser sur une période de 28 ans, soit jusqu'en 1933. Cependant, en raison de la crise économique du début du XXe siècle, ces remboursements n'ont pu être effectués de manière régulière.
En 1911, L. Padwa et T. Basz tentent de négocier une nouvelle période de paiement et un prêt supplémentaire pour un total de 24 000 roubles sur une durée de 33 ans un tiers, et présentent une déclaration de revenus prouvant que la synagogue reçoit 6 000 roubles de revenus de location par an d'Izrael Rorbach et d'Abram Kaplun. Cette demande est rejetée par la direction de la société de crédit et le prêt initial accordé a été remboursé en 1922.

### L'associationEzras Izrael
L'évolution des conditions de fonctionnement de la synagogue après 1918 aboutit probablement à la décision de légaliser l'organisation qui la gère. La légalisation a lieu dans la seconde moitié des années 1920; Conformément à la réglementation des associations en vigueur à l'époque, une association dotée de la personnalité juridique est constituée sous le nom Ezras Izrael.
Les statuts de l'association, approuvés en 1927, prévoient que son but est de diffuser et de soutenir les principes religieux parmi les membres et d'améliorer la vie des pauvres Juifs. L'association doit ouvrir et entretenir des maisons de prière, développer et entretenir des bibliothèques de livres religieux, organiser des conférences et des fêtes à contenu religieux et moral et créer des écoles religieuses. Afin d'atteindre ces objectifs, l'association est autorisée à acheter des biens mobiliers et immobiliers. En outre, elle doit assurer une assistance morale et matérielle à ses membres et à leurs enfants et verser des allocations aux membres et à leurs familles en cas de maladie, de décès [...] ou de perte temporaire d'emploi ou d'incapacité totale de travail (§ 3). N'importe quel Juif adulte, de conduite irréprochable et de religion mosaïque peut être membre de l'association (§ 4). Le droit d'entrée est fixé à 6 zlotys (§ 6), tandis que le montant de la cotisation dépend de la richesse du membre avec un maximum de 3 zlotys par mois. Les revenus de l'association proviennent des services proposés (§ 11). En cas de liquidation, les biens de Ezras Izrael devront être transférés à la communauté juive de Łódź (§ 17). Le bureau de l'association possède des pouvoirs étendus, il peut, entre autres, indépendamment acquérir et aliéner des biens immobiliers (§21). 
Les membres fondateurs de l'association sont: le marchand Chaim Salomon Rozental, né en 1862 à Praszka, résidant 55 rue Cegielniana; le marchand Kalman Lewenton, né en 1869, résidant 28 rue Cegielniana; l'industriel et propriétaire foncier Ber Etkind, né le 15 avril 1864 dans ma propre maison 190 rue Piotrkowska.
En 1930, tous les membres de l'association vivent dans une zone située entre la rue Gdanska à l’ouest, la rue Sterlinga à l’est, la rue Polnocna au nord et la rue Legionow au sud, ce qui laisse à penser que les membres sont sélectionnés exclusivement dans le cercle des Litvaks.
À la suite des élections du 30 avril 1933, le conseil d'administration de l'association a pour président Izrael Rubinsztajn, comme vice-président Ber Etkind, comme trésorier Józef Mikulicki et comme secrétaire Uszer Strokowski. En 1933, l'association Ezrat Izrael compte 65 membres actifs, 5 membres honoraires et 450 membres de soutien. Dans les dernières années avant la Seconde Guerre mondiale,, le conseil d'administration est composé du rabbin Lejzer Icyk Segał comme président , du commerçant Dawid Słucki, en tant que vice-président et des industriels Jakub Wajnberg comme trésorier et Borys Ostrowski comme secrétaire.
Le décès des anciens propriétaires officiels du terrain sur lequel se trouve la synagogue de l'association contraint celle-ci, notamment en raison des droits de succession considérables qui pèsent sur l'unique héritière de L. Padwa, sa fille Dobrysz Berensztejnowa, qui ne vit pas à Łódź à régler le statut juridique de la synagogue. En 1937, D. Berensztejnowa déclare devant le notaire de Łódź, Aleksander Radzisław Wodziński, que son père a vendu sa partie de la propriété à l'association Ezras Izrael avant son décès, mais qu'il n'a pas alors accompli les formalités notariales. Sur cette base, Ezras Izrael a été inscrite au registre des hypothèques en tant que copropriétaire de la moitié de la synagogue. Cependant, la question de la seconde moitié, qui appartenait autrefois à T. Basz, ne sera définitivement réglée qu'en 1939,.

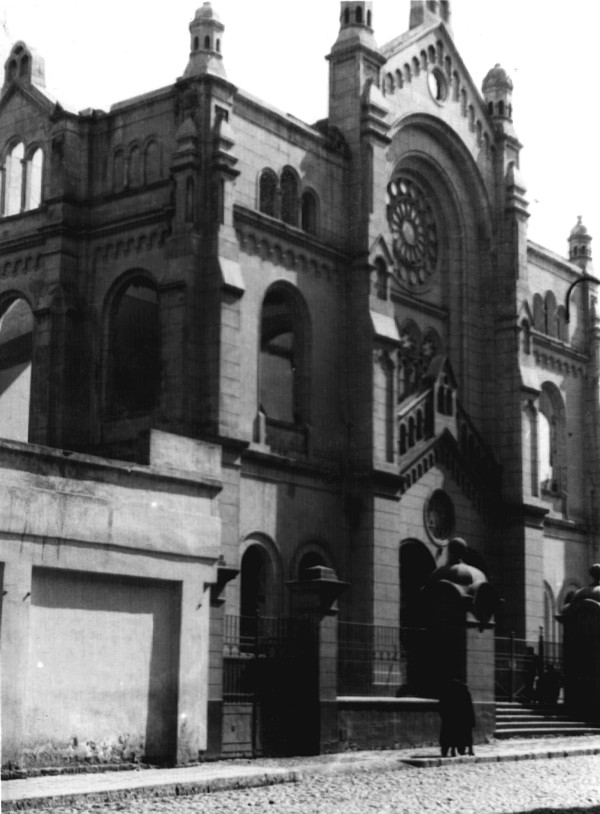
La synagogue détruite en 1939

### Destruction de la synagogue
Au cours de l'occupation nazie de Łódź pendant la Seconde Guerre mondiale, la synagogue Ezras Izrael, comme tous les autres lieux de culte juifs, est incendiée dans la nuit du 10 au 11 novembre 1939, à l'exception de la synagogue Reicher. Les derniers vestiges de la synagogue sont démolis en mars 1940.
Aujourd'hui, l'ancien emplacement de la synagogue est un espace vide, partiellement planté d'arbres. Là où se situait autrefois l'entrée de la synagogue, est occupé maintenant par un parking .

## Description de la synagogue
On ne possède malheureusement que des plans d'étage de la synagogue et quelques photos de la façade avant et d'une partie de la façade latérale. On n'a aucun document sur l'arrière du bâtiment ni sur son intérieur. 
Le bâtiment est construit selon un style néo-roman avec certains ajouts mauresques comme les petits lanterneaux. Il est basé sur un plan rectangulaire simple avec un corps compact légèrement fragmenté. La façade sur rue est divisée par des corniches en cordon en trois étages et est recouverte de bossages en bandes. Les corps de chaque côté ont leurs deux niveaux inférieurs percés de hautes fenêtres à arc en plein cintre, l'étage du milieu étant couronné d'une frise lombarde. À l'étage supérieur, la fenêtre est remplacée par un triforium aveugle à arcades. 
Au centre de la façade, se trouve un avant-corps en faible saillie, surmonté d'un pignon triangulaire ceint d'une frise lombarde, avec au rez-de-chaussée une double entrée coiffée d'un pignon triangulaire également ceint d'une frise lombarde. Au niveau du premier étage, six fenêtres à arc en plein cintre, surmontées de trois petites rosaces. Une grande rosace est placée plus haut dans une niche profilée. La partie centrale du bâtiment est couronnée d'un pinacle et sur les côtés, de deux lanterneaux avec des pseudo-dômes.
Les mêmes lanterneaux se retrouvent aux deux extrémités de la façade. Les angles du bâtiment sont renforcés par des contreforts peu épais.  En raison de l'absence de documents iconographiques, on ignore l'aspect de la partie arrière de la synagogue. On ne peut que supposer que comme sur la façade avant de la synagogue, les autres façades présentaient aussi des avant-corps peu saillants, des contreforts et des lanterneaux à leurs extrémités.
Selon les plans conservés , le bâtiment n'a un sous-sol que dans sa partie avant. Au rez-de-chaussée, on trouve un vaste vestibule permettant d'accéder à deux pièces situées de part et d'autre et en face aux deux entrées de la salle de prière. Celle-ci, réservée aux hommes, est éclairée par quatre fenêtres de chaque côté. La bimah octogonale est située en son centre, emplacement typique pour une synagogue orthodoxe. et l'Aron ha-Kodesh (Arche Sainte) sur le mur est de la synagogue. D'après les plans, 13 bancs se trouvent de chaque côté de la salle le long des fenêtres, 5 autres dans l'axe de la salle entre la bimah et l'Arche Sainte et un autre devant la bimah. Au-dessus de l'Arche Sainte, au niveau du premier étage, le mur Est est percé de deux fenêtres.   
Le bâtiment possède deux entrées séparées pour les femmes, menant à des escaliers conduisant à la galerie réservée aux femmes, situées au premier étage et entourant la salle de prière des hommes sur trois côtés. Le long des murs latéraux, de chaque côté, sont installés 17 bancs et 4 sur la partie de la galerie faisant face à l'Arche Sainte. 
On accède à l'entrée principale réservée aux hommes et aux entrées latérales pour les femmes par un perron de cinq marches. La synagogue est couverte d'un toit en bois surmonté d'une lanterne située au-dessus de la bimah.
Selon une description sommaire du bâtiment rédigée pendant l'entre-deux-guerres, le bâtiment comporte trois pièces au rez-de-chaussée, une au premier étage et une au sous-sol réservée pour le gardien du bâtiment.
Le bâtiment est séparé de la rue par un mur dont la porte principale se trouve dans l'axe du bâtiment. Le mur possède aussi deux portes latérales, une de chaque côté, menant aux entrées latérales de la salle de prière et aux escaliers de la galerie des femmes. Selon un certificat délivré par la mairie de Łódź le 25 janvier 1905, la propriété en question comporte une synagogue d'une valeur de 39 390 roubles, des toilettes en briques pour 390 roubles, un puits pour 50 roubles et une clôture. Les bâtiments, cependant, ne sont assurés que pour 5 000 roubles.  
L'emplacement de la synagogue présente certains avantages. Elle est située au centre d'un milieu urbain dense, en face de la rue 1 Maja (maintenant rue Pasaz Szulca) et au coin de la rue Wolczanska, très fréquentée.